# スタンドアップ!シスター
「スタンドアップ!シスター」は、YUKIの4枚目のシングル。2002年11月20日にエピックレコードジャパンよりリリースされた。

## 解説
1stアルバム『PRISMIC』から、リカットシングル「66db」をはさんでリリースされた最初の新曲。
オリコン週間シングルチャートでは最高10位を記録。「the end of shite」以来3作ぶりにトップ10入りを果たした。

## 収録曲
（全作詞：YUKI／編曲：會田茂一）
1. スタンドアップ!シスター
  - 作曲：ナンバキイチロウ／編曲：YUKI & PRISMIC YUKI BAND
2. 恋人よ
  - 作曲：松浦友也

## 収録アルバム
- commune（#1, #2、アルバムヴァージョン）
- five-star（#1）